# Agrias rosae
Agrias rosae är en fjärilsart som beskrevs av Peter William Michael 1928. Agrias rosae ingår i släktet Agrias och familjen praktfjärilar. Inga underarter finns listade i Catalogue of Life.